# Шентюрк, Семих
Семи́х Шентю́рк (тур. Semih Şentürk; 29 апреля 1983, Измир) — турецкий футболист, нападающий. Выступал за сборную Турции, бронзовый призёр чемпионата Европы 2008.

## Карьера
На проходившем в Австрии и Швейцарии Евро-2008 забил 3 мяча. Широкую известность получил его гол, забитый в ворота сборной Хорватии на последней добавленной минуте овертайма, позволивший сборной Турции выйти в полуфинал в результате последовавшей серии пенальти (Шентюрк реализовал один из ударов). В полуфинале Шентюрк сравнял счёт в матче против Германии на 86-й минуте (2:2), но Филипп Лам на 90-й минуте забил победный для Германии мяч. Сборная Турции в итоге получила «бронзу».

### Тренерская карьера
В ноябре 2020 года «Фенербахче» подтвердил возвращение Шентюрка, который вернулся в клуб в качестве тренера академии. В июле 2023 года, после нескольких различных должностей в академии клуба, Шентюрк был повышен до главного тренера команды до 19 лет. 18 сентября 2024 года он объявил об уходе с этой должности. 

## Достижения
Командные
- Чемпион Турции (5): 2000/01, 2003/04, 2004/05, 2006/07, 2010/11
- Обладатель Суперкубка Турции (2): 2007, 2009
- Обладатель Кубка Турции (2): 2011/12, 2012/13
- Бронзовый призёр чемпионата Европы 2008

Личные
- Лучший бомбардир Кубка Турции: 2006/07 (7 голов, совместно с Бобо)
- Лучший бомбардир чемпионата Турции: 2007/08 (17 голов)
- Рекордсмен сборной Турции по количеству голов на чемпионатах Европы: 3 гола